# 范秉真
范秉真（1922年3月20日—2008年9月2日），河北贊皇人，臺灣寄生蟲學學者及主要貢獻者，對金門血絲蟲的根除具有卓著貢獻。

## 生平
1934年，畢業於竹山村國民學校。1937年，從國立第一中學初中部畢業後，因河北失陷，隻身南渡黃河，就讀河北省立中學。
1942年，響應十萬青年十萬軍，考入西安軍醫學校。抗戰勝利後，該校在上海復校，且升格為國防醫學院。1948年，從國防醫學院畢業，留校擔任寄生蟲學助教。繼許雨偕教授之後進行研究教學及其防治。1960年至1961年間，公費保送美國杜蘭大學、密西根大學與美國國立衛生研究院進修。
1962年至1976年間，任國防醫學院寄生蟲學專任教授，並應聘為臺北醫學院、國立成功大學醫學院，國立臺灣大學公共衛生人員研修中心等校的兼任教授。同時也擔任台北榮民總醫院醫研部研究員及美國海軍第二醫學研究所顧問。 
1975年，獲得韓國延世大學熱帶醫學研究所醫學博士學位。
1976年－1992年，任陽明醫學院寄生蟲學科主任、專任教授；榮退後，仍日日到校，繼續實驗。2008年9月2日，因主動脈瘤於台北榮民總醫院去世。

## 根除金門血絲蟲病
范秉真教授自1969年起，積極展開金門地區的班氏絲蟲（Wuchereria bancrofti）防治工作。由於班氏絲蟲只有在夜間才會出現在末梢血管。范秉真特地選擇夜間在大金門實施全民抽血檢驗，篩檢出感染血絲蟲病的患者。當時兩岸之間仍處於對峙狀態，挨家挨戶進行血採樣。一旦發現患者立刻投藥，並在全島定期噴灑殺蟲劑，儘可能撲殺傳播蟲害的病媒蚊。然而，防治工作進行三年後，仍未根除金門的血絲蟲疫情。效果不彰的原因，在於當時治療血絲蟲的藥物海喘散雖然殺蟲效果極佳，但副作用極大，病患配合意願不高，導致防治工作效果不彰。於是范秉真教授按照法蘭克·霍京（Frank Hawking）醫師的方法，在食鹽中加入微量的海喘散，稱為「健康食鹽」。當時霍京醫師曾將海喘散加入食鹽中，供巴西一處監獄中一千名男性受刑人及醫院中1300名男性病患治療血絲蟲病，證明療效卓著，且無副作用現象。因此，范秉真全面停止金門銷售普通食鹽。所有居民不論是否得病，皆使用政府配給的「健康食鹽」，從本島載至金門供民眾食用。1974年7月1日起在小金門實施海喘散包衣食鹽防治計劃，四個半月後進行驗血，感染率已由防治前的9.6%降至0.2%，1975年再檢驗感染率已降至零。
大金門於1977年3月實施藥鹽防治，六個月的藥鹽食用期結束後抽血檢驗，全部呈陰性反應，此後連續八年追蹤抽血檢驗，也都未發現血絲蟲的蹤跡，證實血絲蟲病在金門地區已告根除，創下獨步全球的先例。

## 發現亞洲無鉤絛蟲
范秉真教授發現了亞洲無鉤絛蟲，命名為「Taenia saginata asiatica」，將其分類為牛肉絛蟲的亞種。

## 獲獎
- 1968年，軍醫署頒發金門血絲蟲研究貢獻獎
- 1969年，國防醫學院頒贈連續服務20年獎章
- 1978年，教育部連續教學工作30年八德獎章
- 1978年，行政院67年表揚傑出科學與技術人獎
- 1978年，行政院衛生署頒贈「功惠黎庶」獎牌（為金門血絲蟲病之根除）
- 1978年，金門縣政府頒贈「金門榮譽公民」
- 1979年，第一屆慶齡基礎醫學研究講座獎
- 1989年，中華民國寄生蟲學會頒贈「功在學會」獎牌
- 1988－1990年，行政院國家科學委員會優等研究獎
- 1993年，行政院國家科學委員會傑出研究獎
- 1996年，第六屆國家醫療奉獻獎